# Bataille de Mbumbi
La bataille de Mbumbi est un engagement militaire entre les forces de l'Angola portugais et celles du royaume du Kongo le 18 décembre 1622. Bien que les troupes portugaises aient été victorieuses, ce combat est à l'origine de l'expulsion à terme des troupes portugaises du territoire du royaume du Kongo.

## Contexte
L'Angola portugais a été constitué après 1575 à la suite de l'intervention des Portugais 
dans le royaume du Kongo afin de combattre les Yakas qui avaient envahi le royaume en 1568. Après une première tentative désastreuse de conquérir le royaume de Ndongo, le gouverneur portugais Luís Mendes de Vasconcelos (1617-1621) conclut une alliance avec les Imbangala (en), un peuple décrit par des sources européennes et locales comme des mercenaires cannibales originaires du sud de la rivière Kwanza. Le gouverneur les utilise lors de son attaque contre le Ndongo ce qui permet à l'Angola portugais de mettre à profit le chaos créé pour capturer des esclaves. 
En 1621, Vasconcellos est remplacé par João Correia de Sousa (pt) (1621-1623). Ce dernier, espérant avoir le même succès que son prédécesseur, attaque dès sa prise de fonctions le royaume du Kongo dans le but d'annexer le Kasanze, une région boisée vassale du Kongo située juste au nord de Luanda, afin d'en obtenir des esclaves. Alors que Correia de Sousa est encore au Kasanze en avril 1622, le roi Alvare III du Kongo dépêche une ambassade à Luanda afin de négocier la délimitation de la frontière entre son royaume et l'Angola portugais. Correia de Sousa accuse Pedro Afonso qui vient d'être désigné comme duc de Mbamba pour assister la Kasanze de vol de bétail et d'autres pillages et exige qu'il soit remplacé et tué. Pendant ce temps il transfère son armée de Kasanze en Nambu a Ngongo, un autre vassal du Kongo, dans l'ouest Dembos. En plein milieu de cette crise, le roi, Alvare III, meurt le 4 mai 1622. Correia de Sousa, qui espérait manipuler le successeur du roi, l'un de ses jeunes fils, est déçu lorsque les électeurs désignent comme souverain le duc Pedro Afonso sous le nom de Pierre II. Le gouverneur ordonne ensuite au capitaine Major Pedro de Sousa Coelho (pt), à la tête de 30 000 Portugais, de supplétifs Mbundu et d'un contingent d'Imbangala, d'envahir la province Kongo de Mbamba.

## Préparatifs
Le capitaine Major Sousa Coelho marche sur Bumbi avec ses trente mille hommes, les Portugais constituant l'infanterie lourde accompagnés des archers supplétifs Mbundu et des mercenaires Imbangala. À l'intérieur de la ville se trouve le nouveau duc de Mbamba, Paulo Afonso et Cosme le marquis de Mpenba pour diriger les forces du Kongo. Ils n'avaient rassemblé qu'environ trois mille hommes constitués par une infanterie légère (archers) augmentée de deux cents nobles, combattant comme infanterie lourde traditionnelle (épée et bouclier). Avant de livrer bataille, le 18 décembre 1622, le duc de Mbamba se confesse et communie ; il monte au combat armé de son épée, son bouclier et entouré des reliques de divers saints,.

## Combat
Au début de la bataille, les deux camps lancent le même cri de guerre, « Santiago », avant de s'engager. Les forces kongo constatent cette coïncidence et font remarquer que si le saint portugais était blanc, le leur était noir. Les forces du duc mettent en déroute les archers Mbundu. Mais tout comme à Ndongo, les mercenaires Imbangala ne cèdent pas de terrain, ils contre-attaquent et détruisent l'armée Kongo. Le duc, le marquis, quatre-vingt dix des nobles et des milliers de simples soldats sont tués. Selon les récits des Jésuites qui déclarent cette « guerre injuste », les Portugais réussissent à capturer trois cents esclaves avec lesquels les hommes de João Correia de Sousa, se retirent à Luanda le 2 mai 1623, sans épargner les possessions des Portugais établis sur place, qu'ils pillent. Les Imbangala, selon leur coutume, dévorent rituellement de nombreux prisonniers ou cadavres, y compris les corps du duc de Mbamba et du marquis de Pemba tués lors de la bataille.

## Conséquences
La bataille de Mbumbi provoque une onde de choc dans tout le royaume du Kongo. Des émeutes anti-portugaises éclatent dans tout le pays entraînant des massacres généralisés. Le roi Pierre II du Kongo, nouvellement couronné, est contraint de placer sous sa protection les Portugais qu'il peut sauver dans le camp de Mbanda Kasi où il rassemblait ses forces pour une contre-attaque. La victoire portugaise à Mbumbi met un terme à l'amitié entre le Kongo et le Portugal. Le royaume du Kongo déclare la guerre à l'Angola portugais en prenant l'offensive contre des territoires qui étaient sous la domination du Portugal en Angola. L'ultime conséquence de cette bataille est la lettre adressée par le roi Pierre II à la république des Provinces-Unies lui proposant une alliance qui sera à l'origine, vingt ans plus tard, de la prise de Luanda par les Hollandais.

## Source
- (en) John K. Thornton, A history of west central Africa to 1850, Cambridge, Cambridge University Press, 2020, 365 p. (ISBN 978-1-107-56593-7), p. 128-136 Portguese-Kongo war: 1622-1623.